# Überlandstraßenbahn Puerto Supe–Alpas
| Streckenlänge: | 16 km               |                          |                          |
| Spurweite: | 600 mm (Schmalspur) |                          |                          |
| |                     |                          |                          |
| \| \| \| Alpas (⊙) \| \| \| \| \| von/nach Paramonga \| \| \| \| \| Barranca (⊙) \| \| \| \| \| Supe (⊙) \| \| \| \| \| \| \| \| \| \| Puerto Supe (⊙) \| \| \| \| \| Hacienda San Nicólas (⊙) \| \| \| \| \| nach Ancón \| 914-mm-Spur \| \| \| \| \| \| \| Quellen: [1]:76 \| \| \| \| |                     |                          |                          |
| Kopfbahnhof Streckenanfang (Strecke außer Betrieb) |                     | Alpas (⊙)                | Alpas (⊙)                |
| Abzweig geradeaus, nach rechts und von rechts (Strecke außer Betrieb) |                     | von/nach Paramonga       | von/nach Paramonga       |
| Bahnhof (Strecke außer Betrieb) · Kopfbahnhof Streckenanfang (Strecke außer Betrieb) |                     | Barranca (⊙)             | Barranca (⊙)             |
| Bahnhof (Strecke außer Betrieb) · Bahnhof (Strecke außer Betrieb) |                     | Supe (⊙)                 | Supe (⊙)                 |
| Strecke von links (außer Betrieb) · Abzweig geradeaus und nach rechts (Strecke außer Betrieb) · Strecke (außer Betrieb) |                     |                          |                          |
| Kopfbahnhof Streckenende (Strecke außer Betrieb) · Strecke (außer Betrieb) · Strecke (außer Betrieb) |                     | Puerto Supe (⊙)          | Puerto Supe (⊙)          |
| Betriebs-/Güterbahnhof Streckenende (Strecke außer Betrieb) · Strecke (außer Betrieb) |                     | Hacienda San Nicólas (⊙) | Hacienda San Nicólas (⊙) |
| Strecke nach links (außer Betrieb) |                     | nach Ancón               | 914-mm-Spur              |
| |                     |                          |                          |
| Quellen: :76 |                     |                          |                          |

Die Überlandstraßenbahn Puerto Supe–Alpas war eine eingleisige Bahnstrecke in der Spurweite von 600 mm im mittleren Peru in der heutigen Provinz Barranca.

## Geografische Lage
Die Strecke verband den Hafen von Supe (Puerto Supe) an der Pazifikküste mit den Ortschaften Barranca und Alpas im Hinterland. Nördlich von Barranca verlief die Strecke parallel zur Trasse der – allerdings in Kapspur (1067 mm) ausgeführten – Bahnstrecke Puerto Supe–Paramonga, teils begleitet, teils bestand ein Dreischienengleis für Fahrzeuge beider Spurweiten.:76 Die Überlandstraßenbahn Puerto Supe–Alpas stellte ihren Betrieb in den 1950er Jahren ein.:78 Zwischen Barranca und Supe gab es in gleicher Verbindung ab 1928 eine dritte Trasse, eine Zweigstrecke der Bahnstrecke Ancón–Sayan, die in 914 mm-Spur ausgeführt und bis 1960 betrieben wurde.:84

## Geschichte

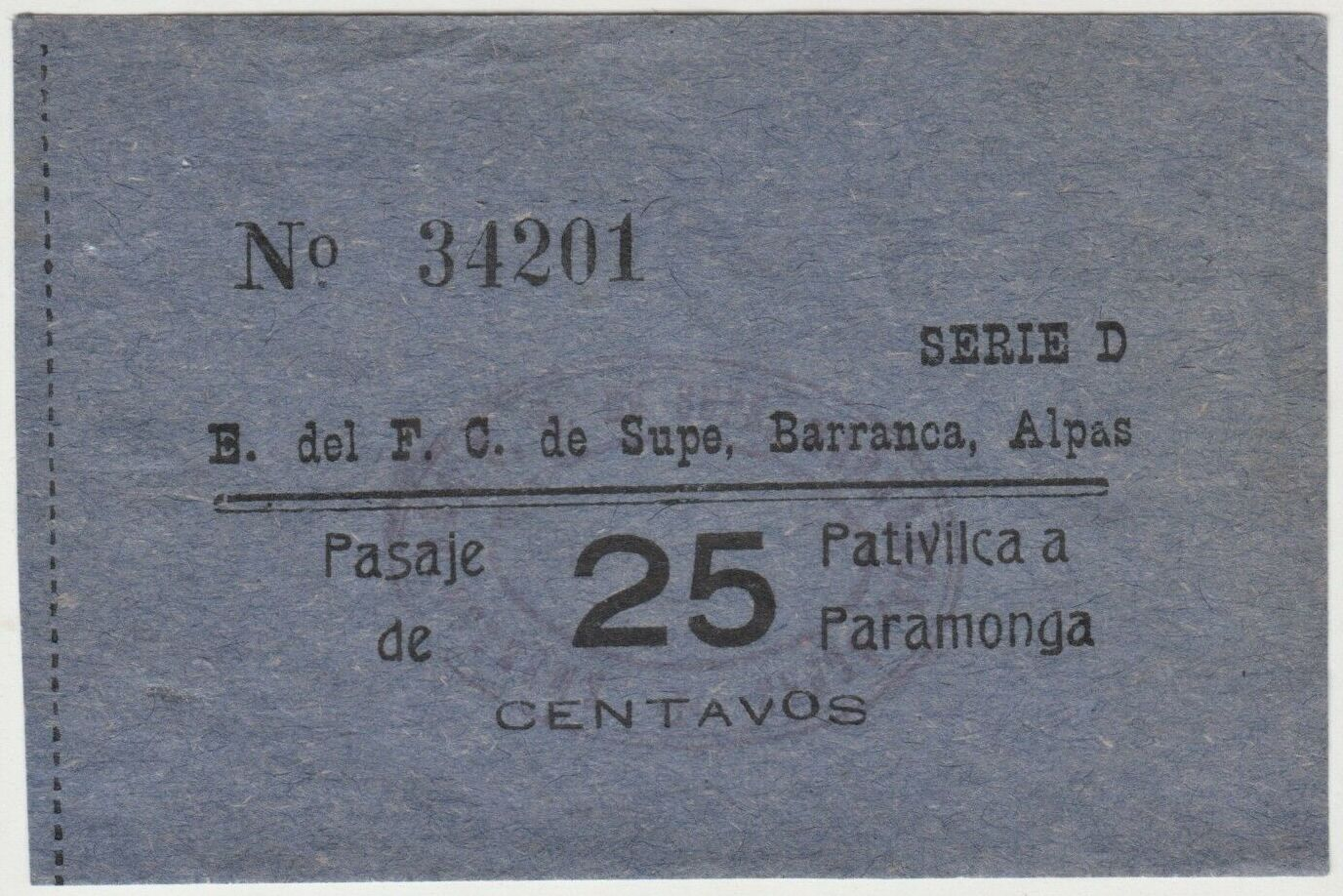
Fahrkarte der Empresa del Ferro Carril de Supe, Barranca, Alpas

Die Strecke zwischen Supe und Barranca ging 1903 in Betrieb, die Verlängerung 1909. Als Bezeichnung der Betreibergesellschaft werden genannt: Empresa del Ferrocarril Supe á Barranca und Ferrocarril de Supe á Barranca y Alpas. Von der 16 km langen Stammstrecke aus entwickelte sich bis 1927 ein Netz im Umfang von 54,5 km, das hauptsächlich angrenzenden landwirtschaftlichen Großbetrieben diente, die überwiegend Zuckerrohr anbauten. Der Betrieb des Netzes endete in den 1950er Jahren.:78

## Zweigstrecken
An diese Strecke schlossen sich Dreischienengleise an, die von anderen Bahnen verwaltet wurden, zur Zuckerfabrik Paramonga und zur Hacienda San Nicólas.:76, 78